# 呉錫永
呉 錫永（ご しゃくえい、1880年 – 没年不詳）は清末・中華民国の軍人・官僚・政治家。字は仲言。

## 事績
清末に日本へ留学し、陸軍士官学校第1期歩兵科を卒業した。帰国後は南京に至り、第9鎮統制・徐紹楨の下で協統となる。両広総督督錬公署督弁まで昇進したが、黄興率いる革命派の爆弾テロに遭い右脚を喪失し、以後、軍職を離れることになった。
辛亥革命の後はいったん上海に留まり、英国サミュエル商会の代理店を営んだ。中華民国成立後は北京政府に入り、浦口商埠局幇弁、大総統府秘書、国務院秘書などを歴任する。1923年（民国12年）2月8日、財政部秘書に任用され、同年7月9日、外交部膠澳交渉員に移った。その他にも、山東捲煙特税局長、山東省政府公署秘書長、北京市政公署（北京特別市政府）秘書を歴任している。
1929年（民国18年）6月13日、呉錫永は上海特別市政府財政局局長に起用された。同年、江海関監督代理を兼任している。1931年（民国20年）3月27日、国民政府主計処秘書に就任し、4月11日に上海市財政局長の兼務を解除されている。主計処秘書については、1938年（民国27年）1月21日までつとめた。
その後、南京国民政府（汪兆銘政権）華北政務委員会に呉錫永は参与し、1940年（民国29年）5月4日、財務総署署長代理（総署督弁：汪時璟）に任命された。1943年（民国32年）3月8日、故宮博物院臨時理事を兼任している。同年11月16日、華北政務委員会組織改革に伴い、呉は経済総署署長代理へと異動した（総署督弁：汪時璟）。
日本敗戦後における呉錫永の行方は不詳である。

## 注
1. 1 2 3 4 5 6  外務省情報部編(1937)、149頁。
2. 1 2  東亜問題調査会編(1941)、53頁。
3. 1 2  外務省情報部編(1928)、705-706頁。
4. ↑  劉恩源が浦口商埠督弁になった時のため、1914年（民国3年）4月15日ごろのことと考えられる。
5. 1 2 3  中華民国政府官職資料庫「姓名：吳錫永」
6. ↑  華北政務委員会の総署においては、督弁と署長で正副の関係にある。
7. ↑  華北政務委員会任用令、任字第54号、民国29年5月4日（『華北政務委員会公報』第1-6期合刊、民国29年6月9日、華北政務委員会政務庁情報局、本会16頁）。
8. ↑  華北政務委員会令、会字第999号、民国32年3月8日（『華北政務委員会公報』第199･200期合刊、民国32年4月9日、本会1頁）。
9. ↑  華北政務委員会令、政字第26号、民国32年11月16日（『華北政務委員会公報』第250期、民国32年12月16日、本会1頁）。
10. ↑  中国語版wikipediaによれば呉錫永は漢奸指名を受けたとしているが、根拠史料は不明。